# لقمة القذالي
اللقمة القذالية أو لقمة مؤخر الرأس  (بالإنجليزية: Occipital condyle)‏ هي بروز عظمي للقذالي من أجل أن يتمفصل مع أول فقرة رقبية تسمى هذه الفقرة: الفهقة (بالإنجليزية: Atlas)‏.

## معرض الصور

موضع لقمة القذالي مبين باللون الأحمر.
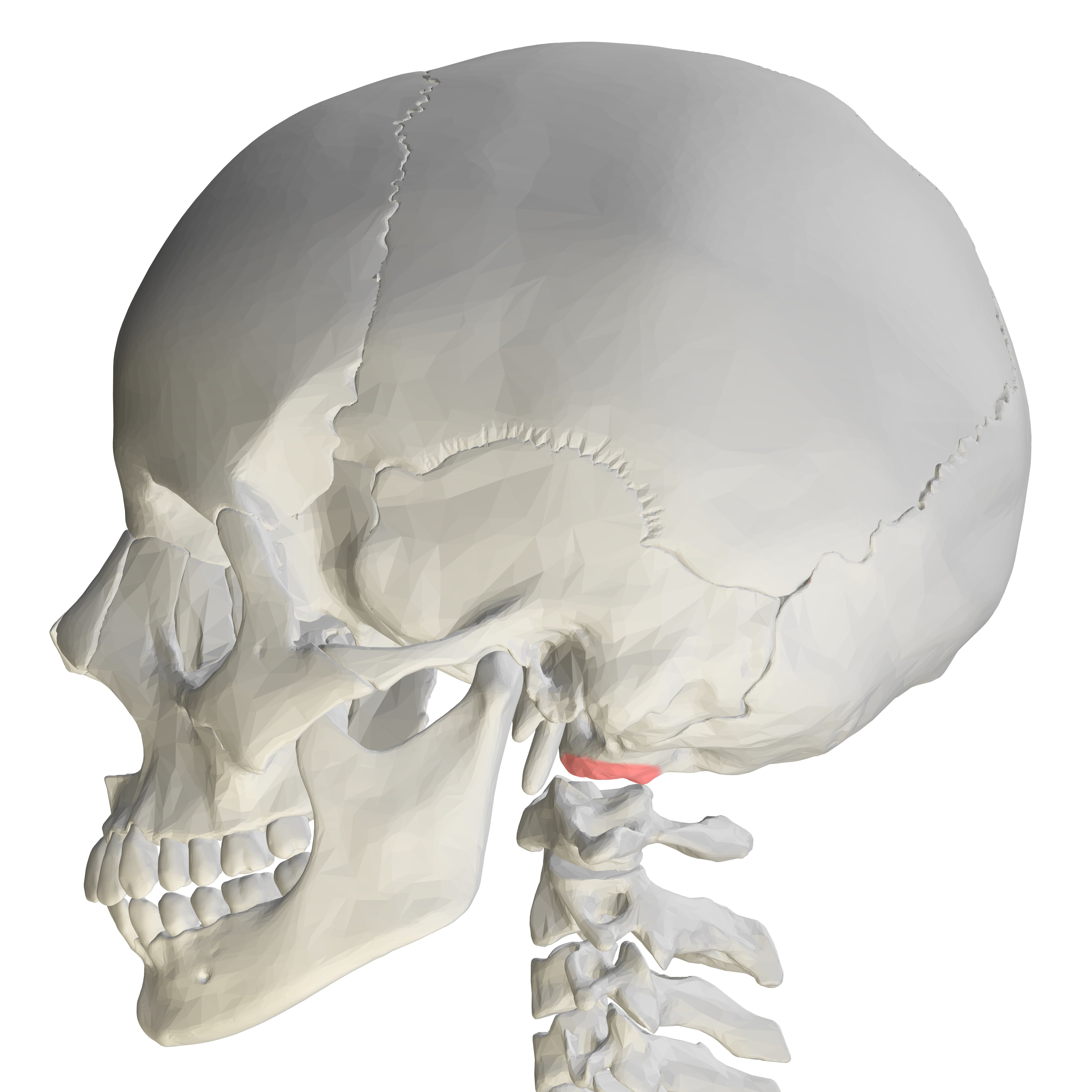
لقمة القذالي تتمفصل مع أول فقرة رقبية: الفهقة (بالإنجليزية: Atlas).
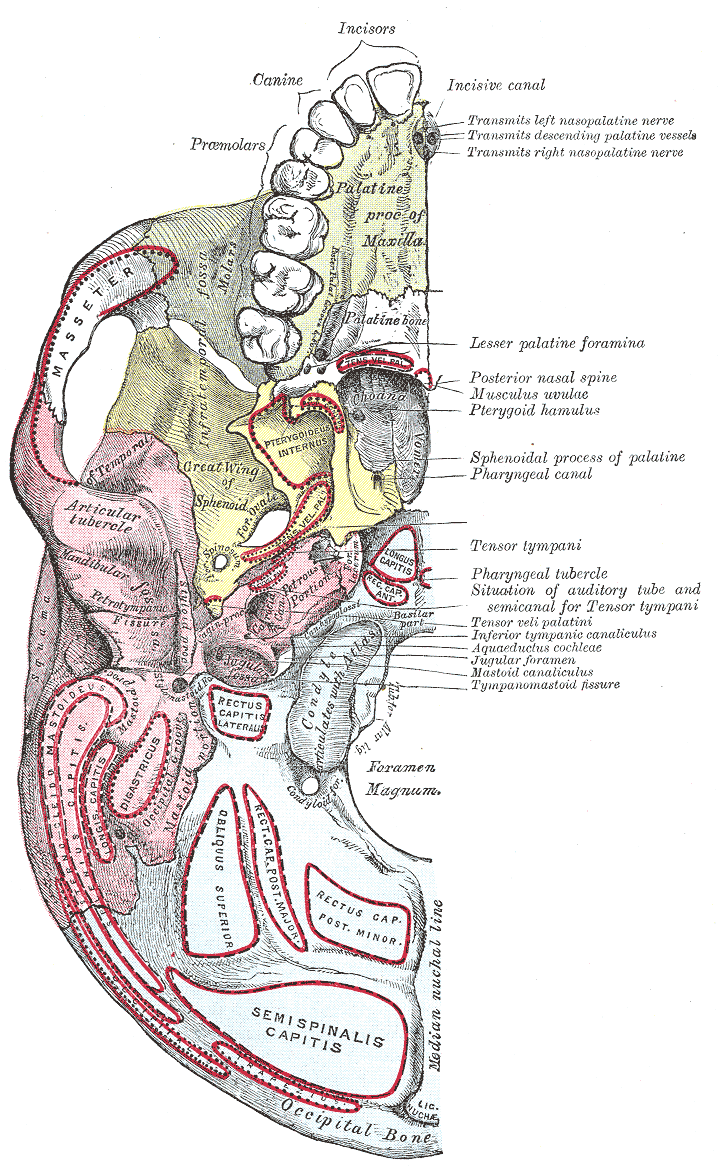
قاعدة الجمجمة.
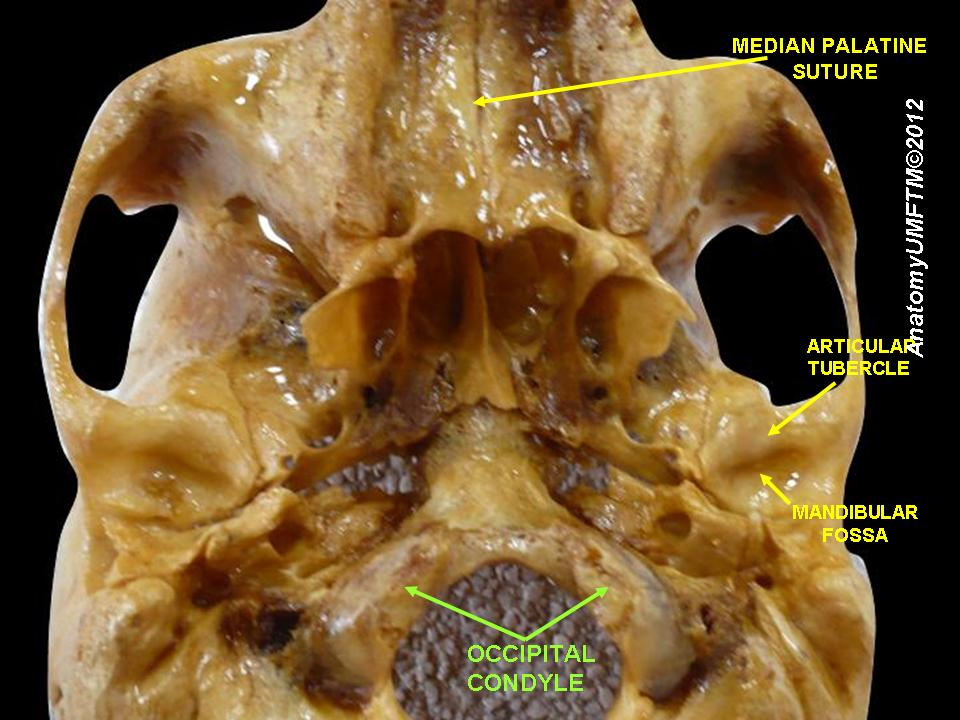
لقمة القذالي.